# Alabarderos

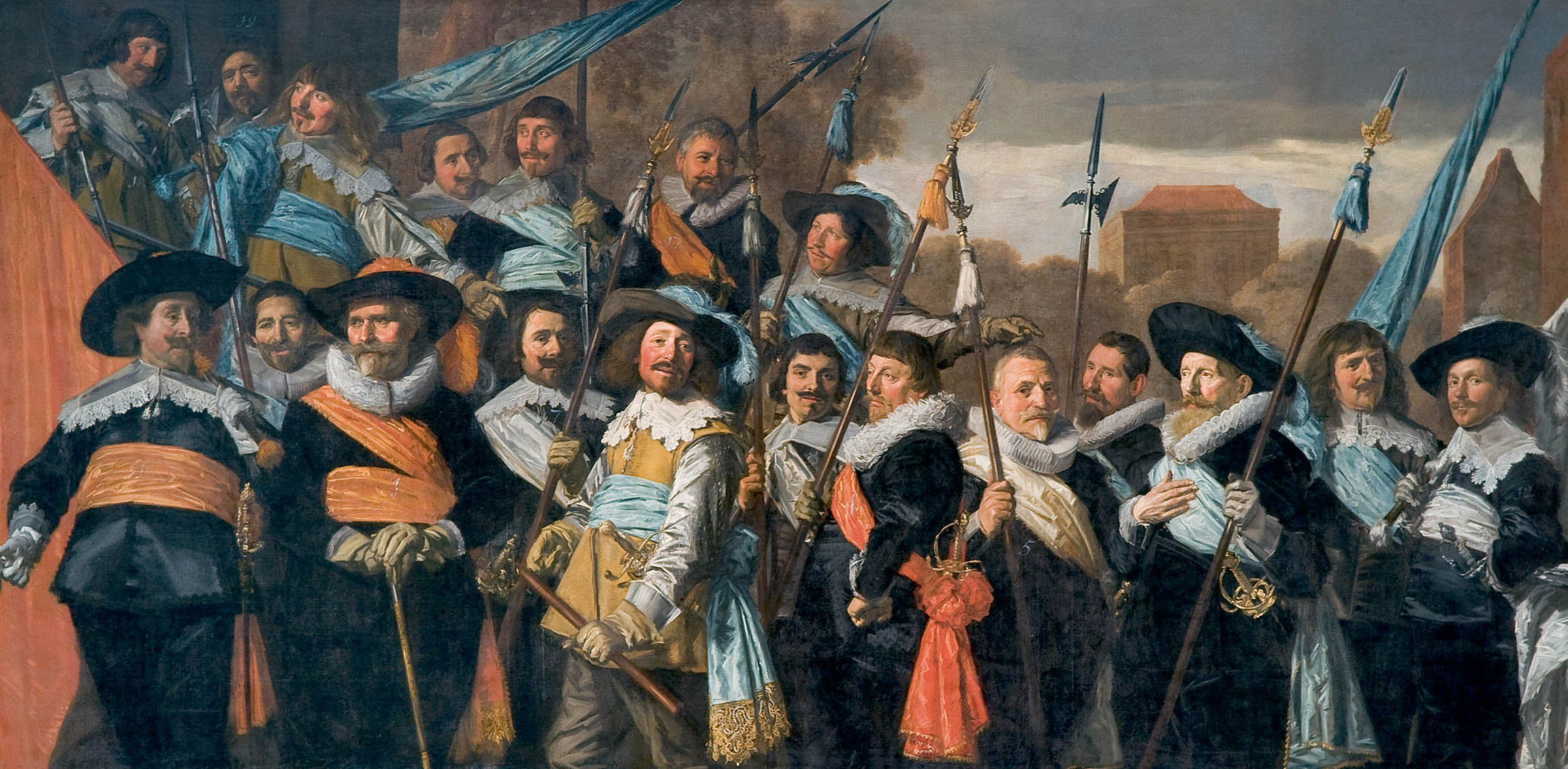
Cuerpo de alabarderos

En general, se denomina alabardero a todo soldado armado con alabarda. 
En Chile, los alabarderos eran individuos de las compañías de infantería del cuerpo del alabarderos que tenía a su cargo la custodia de los reales alcázares y acompañaba a los reyes en todas sus expediciones. 
Variaciones:
- Alabarderos del maestre. En 1577, se asignaron a cada tercio de infantería ocho alabarderos alemanes para el decoro del maestre de campo. De aquí viene la idea que algunos han formado de que este fue el origen de las escuadras de gastadores.
- Alabarderos del virrey. Desde el año 1590 y para la guardia del virrey o capitán general, existieron en las Islas Filipinas una pequeña compañía de esta tropa aunque no con las distinciones y prerrogativas de los de la Península.